# Liberty Times
Il Liberty Times (cinese tradizionale: 自由時報; cinese semplificato: 自由时报; pinyin: Zìyóu Shíbào) è un giornale pubblicato a Taiwan in cinese tradizionale. Fondato da Lin Rong-San, è pubblicato dal Liberty Times Group, che pubblica anche il giornale in lingua inglese Taipei Times. Il giornale fu pubblicato per la prima volta il 17 aprile 1980 come Liberty Daily, prima di adottare il suo nome attuale nel 1987.

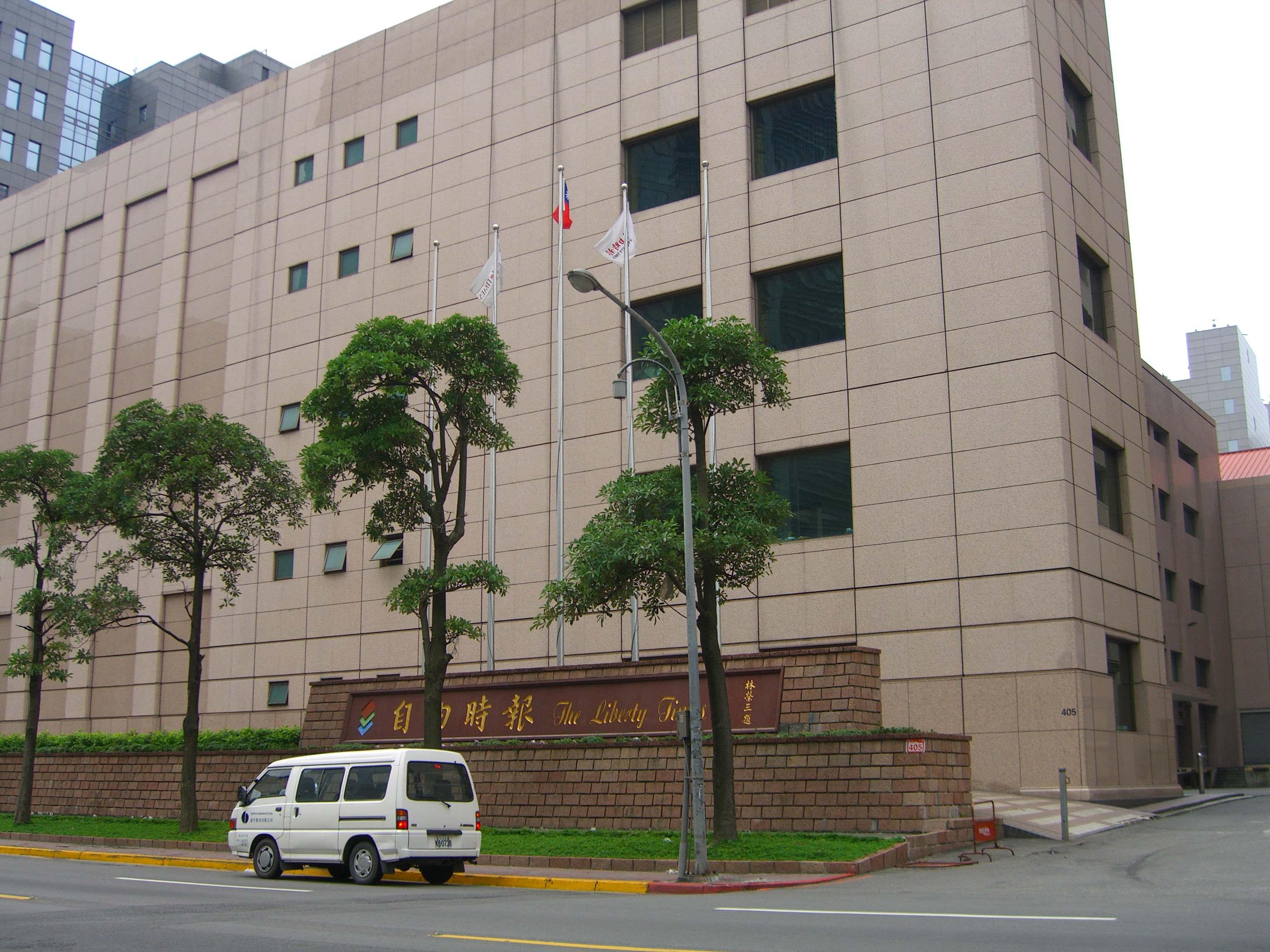
Il palazzo del Liberty Times a Taipei.

È uno dei quattro principali giornali di Taiwan, gli altri tre essendo lo Apple Daily, il China Times e lo United Daily News. Mentre si ritiene che lo United Daily News assuma in genere una linea editoriale che sostiene la riunificazione, si pensa che il Liberty Times abbia una posizione politica favorevole all'indipendenza, vicina a quella della coalizione pan-verde.

## Premi
| Anno | Assegnato da | Categoria                                  | Tipo di premio       | Titolo                                  | Giornalisti                    | Note        |
| ---- | --- | ------------------------------------------ | -------------------- | --------------------------------------- | ------------------------------ | ----------- |
| 2010 | The Society of Publishers in Asia (SOPA) (archiviato dall'url originale il 17 febbraio 2020).                                                                    | Excellence in Reporting on the Environment | Award for Excellence | 煙囪裡的秘密—台灣六輕麥寮高罹癌率大追蹤 | 劉力仁、林國賢、謝文華、王昶閔 | [ 3 ] [ 4 ] |
| 2010 | Taipei Journalists Association's Social Bright Side Reporting Awards (SBSRA). URL consultato l'8 ottobre 2017 (archiviato dall'url originale il 10 luglio 2010). | Printed Newspapers (平面新聞報紙類獎項)    | Award                | 菜販捐圖書館、續攢千萬助貧              | 黃明堂                         | [ 5 ] [ 6 ] |